# Centre universitaire Joseph Ndi Samba
 (novembre 2021).

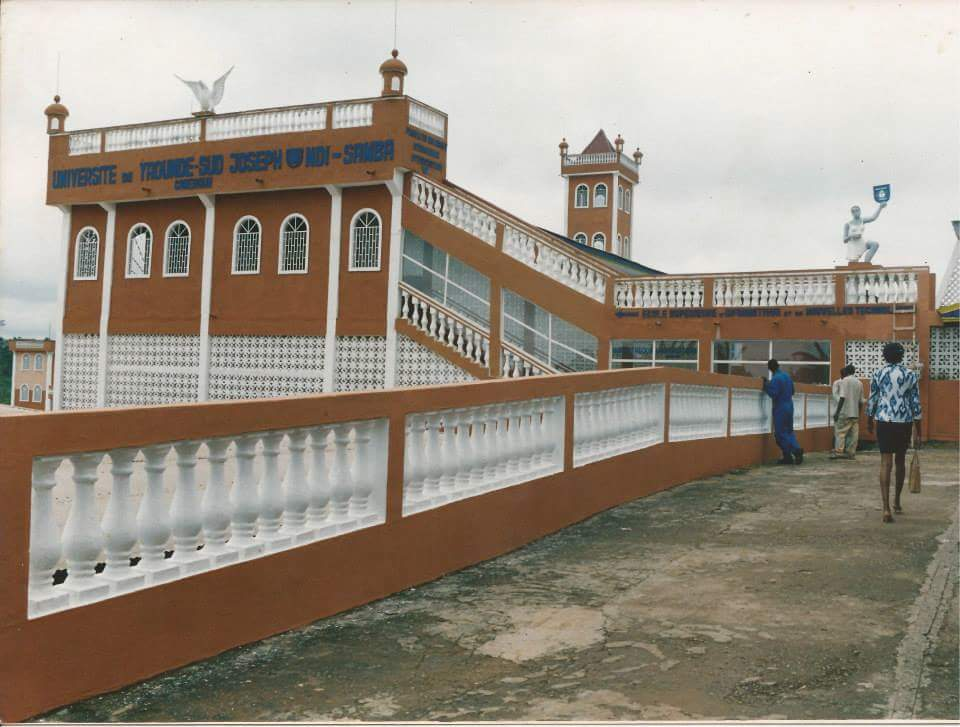
Campus

Le Centre Universitaire Joseph Ndi Samba est, depuis 2017, la nouvelle dénomination de l'Université de Yaoundé-Sud Joseph Ndi Samba fondée en 1992 par Joseph Ndi Samba.
Cette dernière n'ayant pas encore d'école doctorale, la mue a été préconisée par le Ministère de l'Enseignement Supérieur du Cameroun (MINESUP) pour lui permettre de s'arrimer à la nomenclature en vigueur.
C'est la plus ancienne université privée laïque au Cameroun.
En 2021, il conclut un partenariat avec le Groupe CSP Éducation, un programme social du Conseil National de la jeunesse du Cameroun, parrainé par des parlementaires de l'Assemblée nationale du Cameroun. A cette date, le Centre Ndi Samba a déjà formé 250 000 étudiants du Cameroun et d'Afrique centrale.

## Organisation
Le Centre Universitaire est composé de six écoles, un centre de formation professionnelle et de deux annexes: 

### Écoles
- Institut Samba Supérieur (INSASUP).
- Institut Supérieur d'Informatique et de Nouvelles Technologies de Yaoundé-Sud (ISI-NEWTECH)
- Institut Supérieur de Commerce de Yaoundé-Sud (ISCO).
- Institut Supérieur des Sciences Juridiques, Economiques et de Gestion de Yaoundé-Sud (ISSJEG).
- Institut Supérieur de Pédagogie (INSUP).
- Institut Supérieur de Langues et Traduction de Yaounde-Sud (ISLT).

### Centre de formation
- Centre de Formation des Métiers Industriels et Tertiaires.

### Annexes

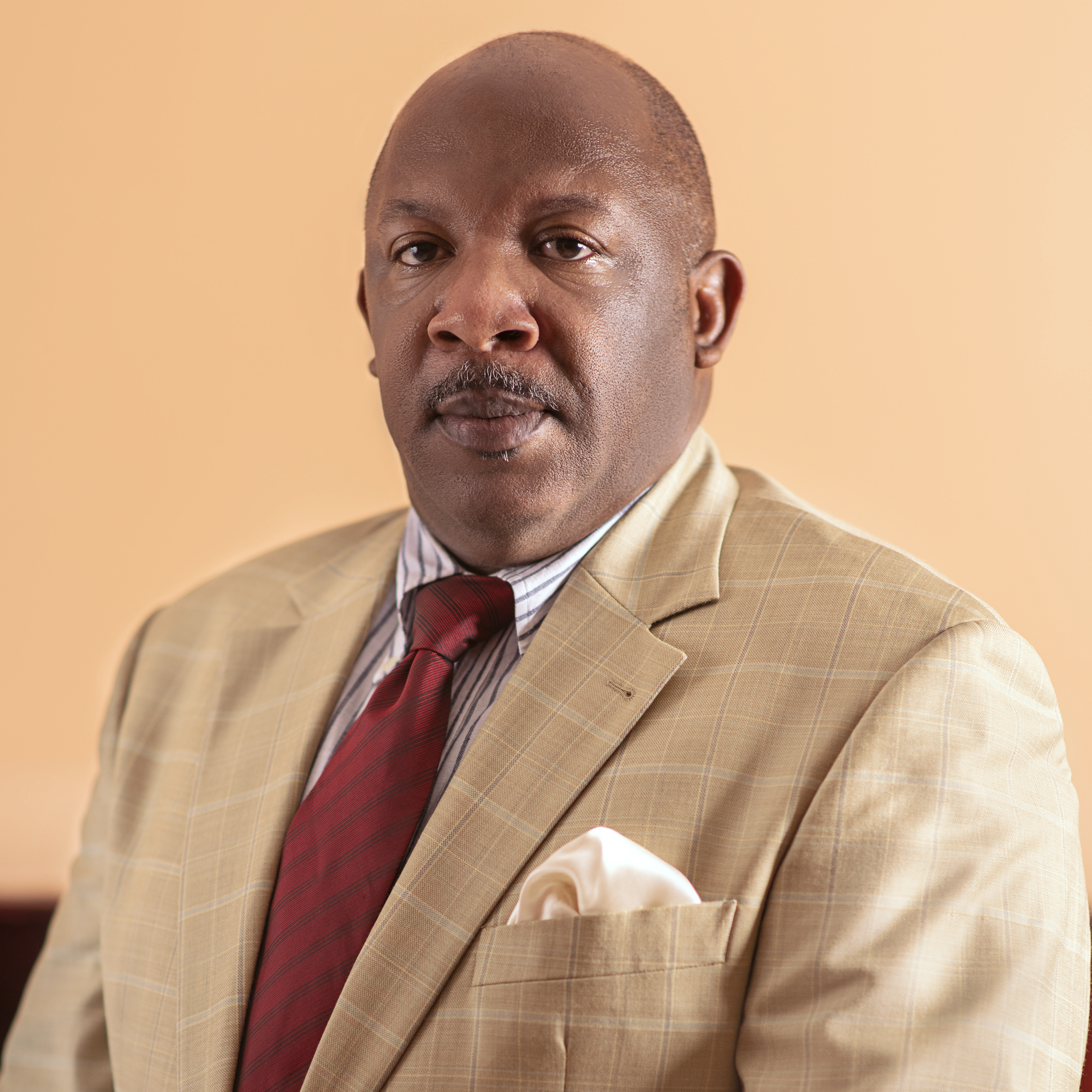
Raymond Samba Ndi, Pro-chancelier du Centre Universitaire J. Ndi Samba

## Vie des campus

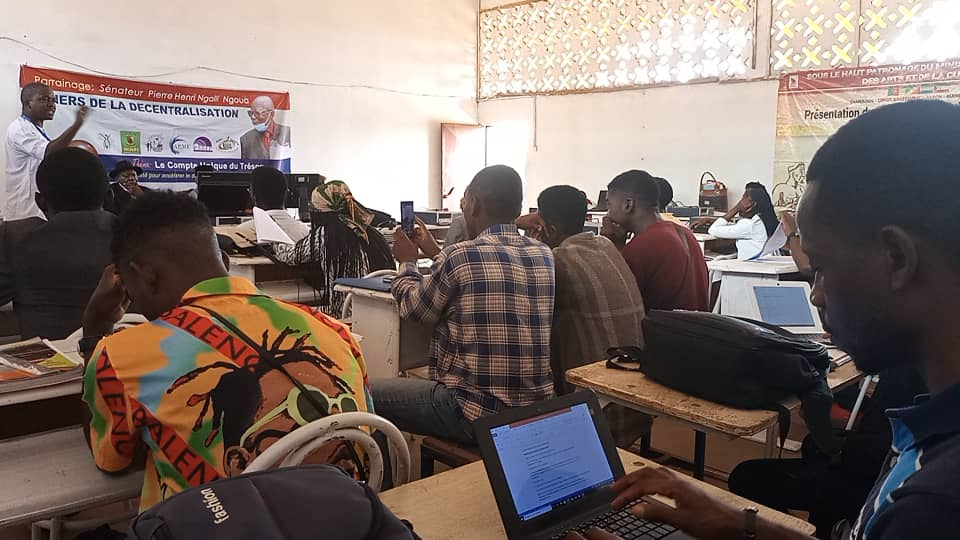
Quelques étudiants en conférence-débat au campus de yaoundé-tropicana.
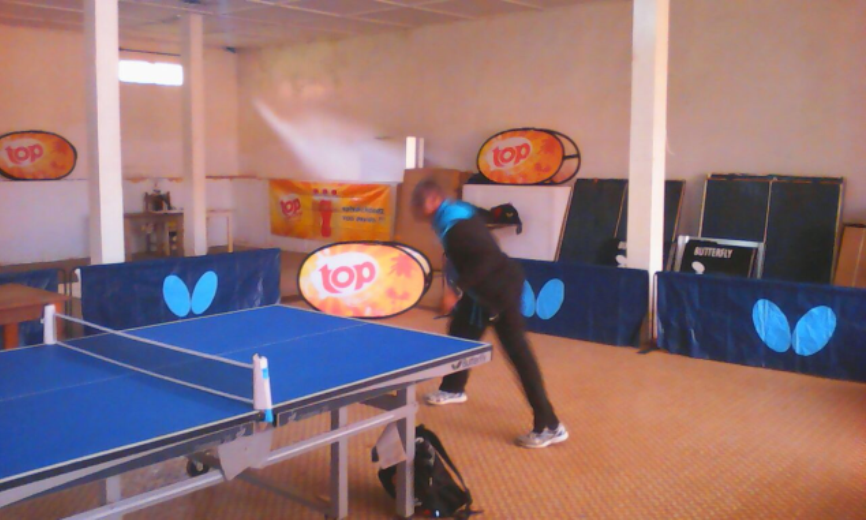
Un étudiant en activité sportive
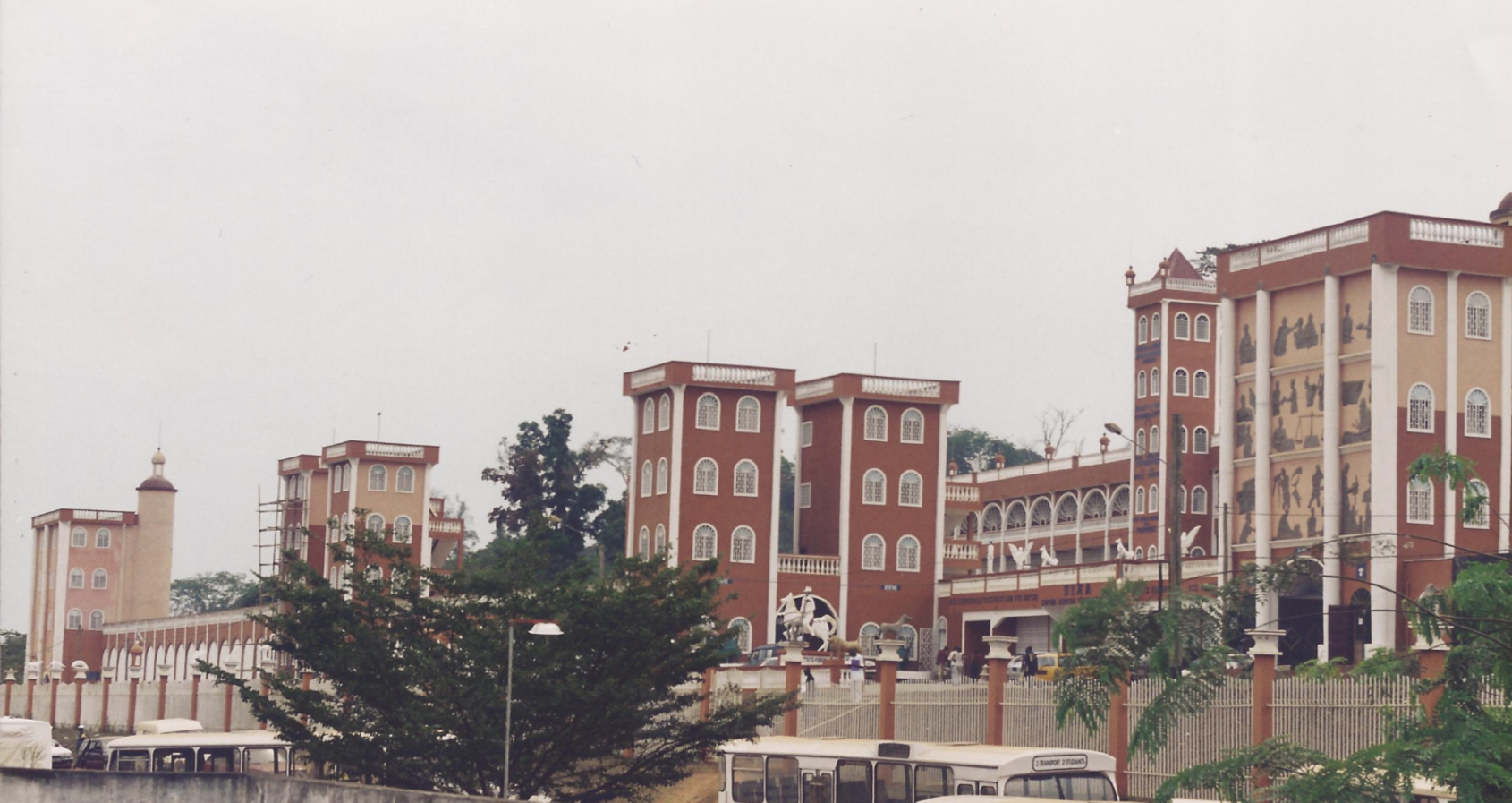
Vue du campus de Yaoundé-tropicana
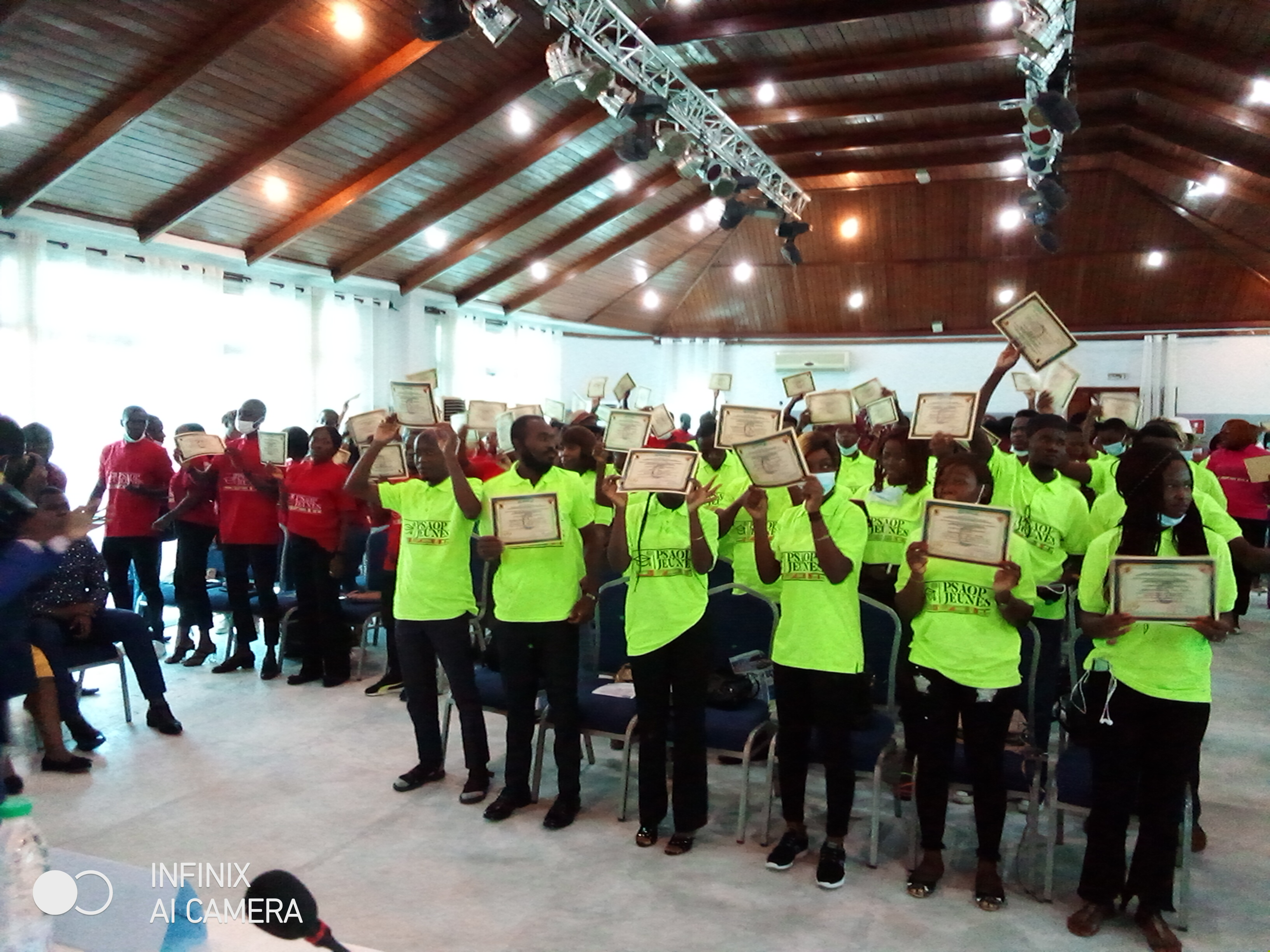
Remise d'attestations aux apprenants du campus de Douala-Beedi
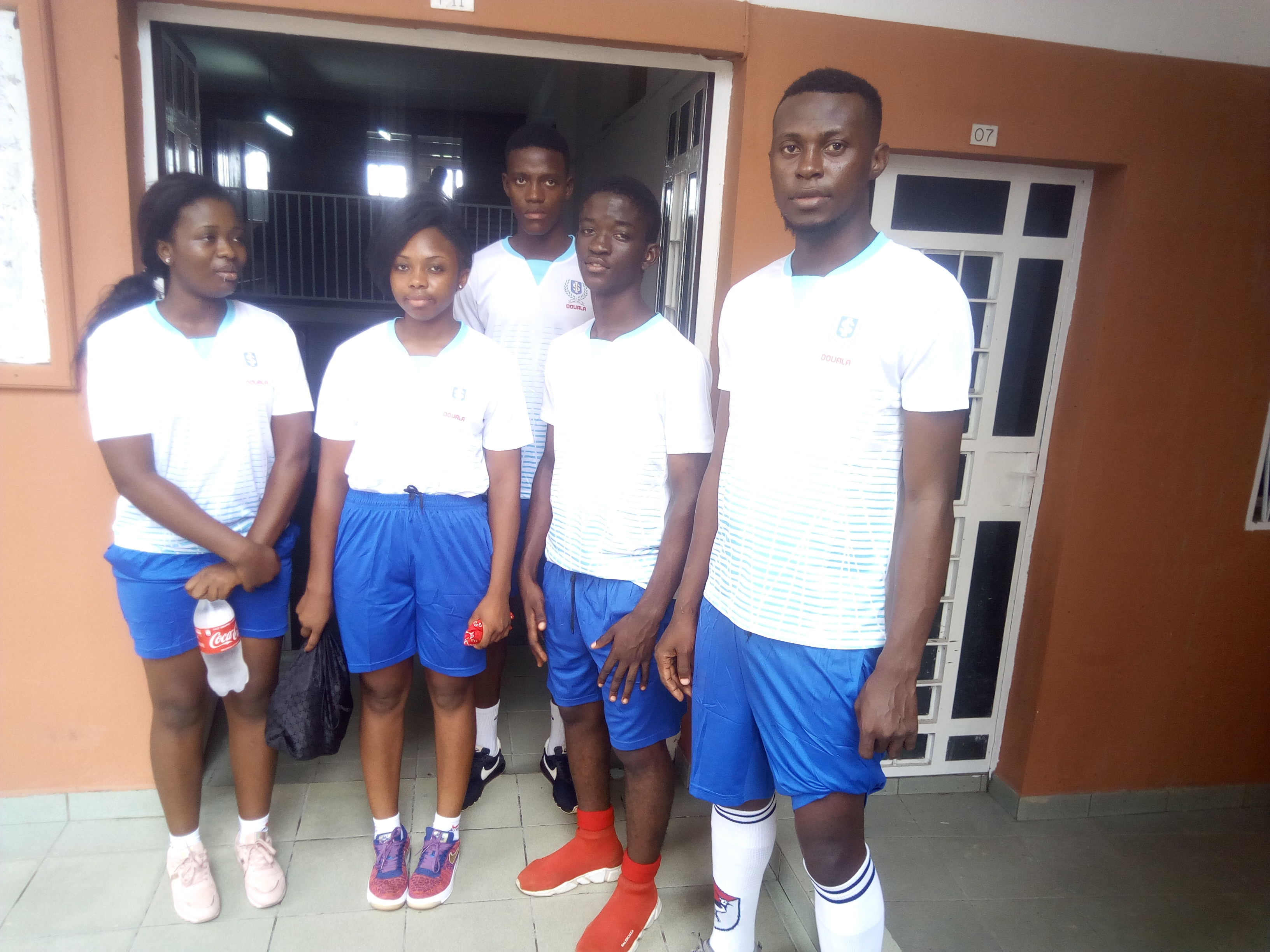
Quelques étudiants de Douala, se préparant à aller au sport.
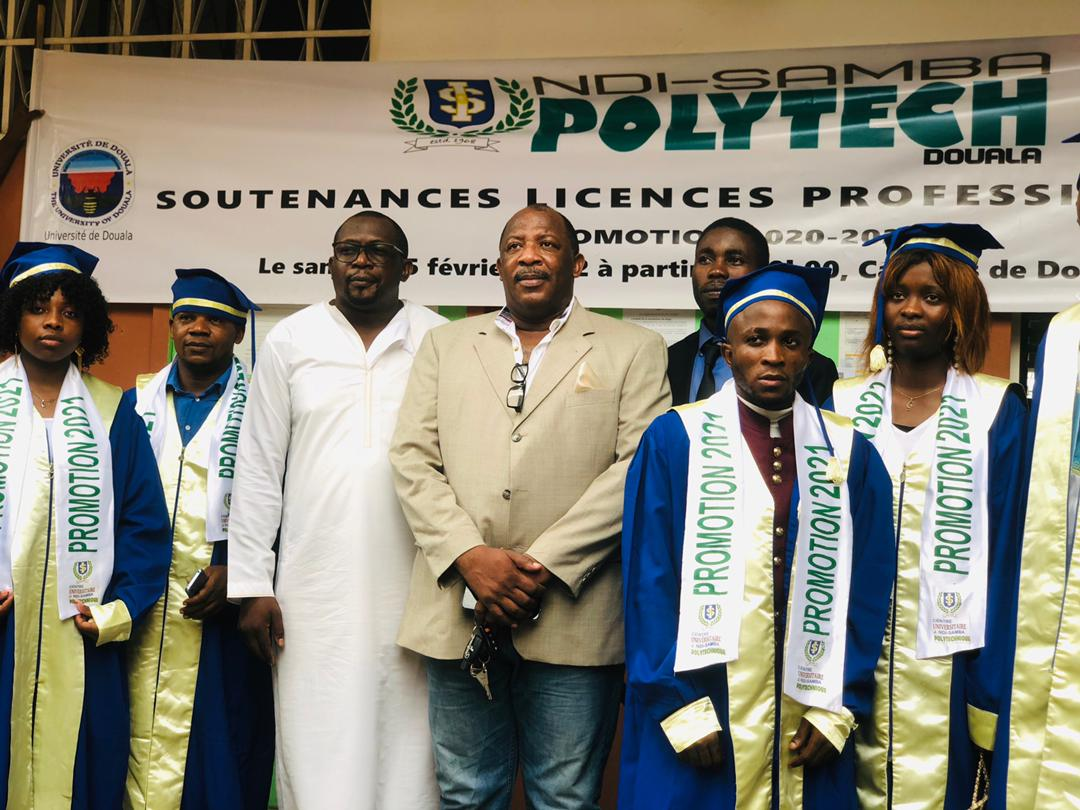
Le Pro-chancelier, accompagné de quelques étudiants ayant soutenu en licence professionnelle, campus de Douala
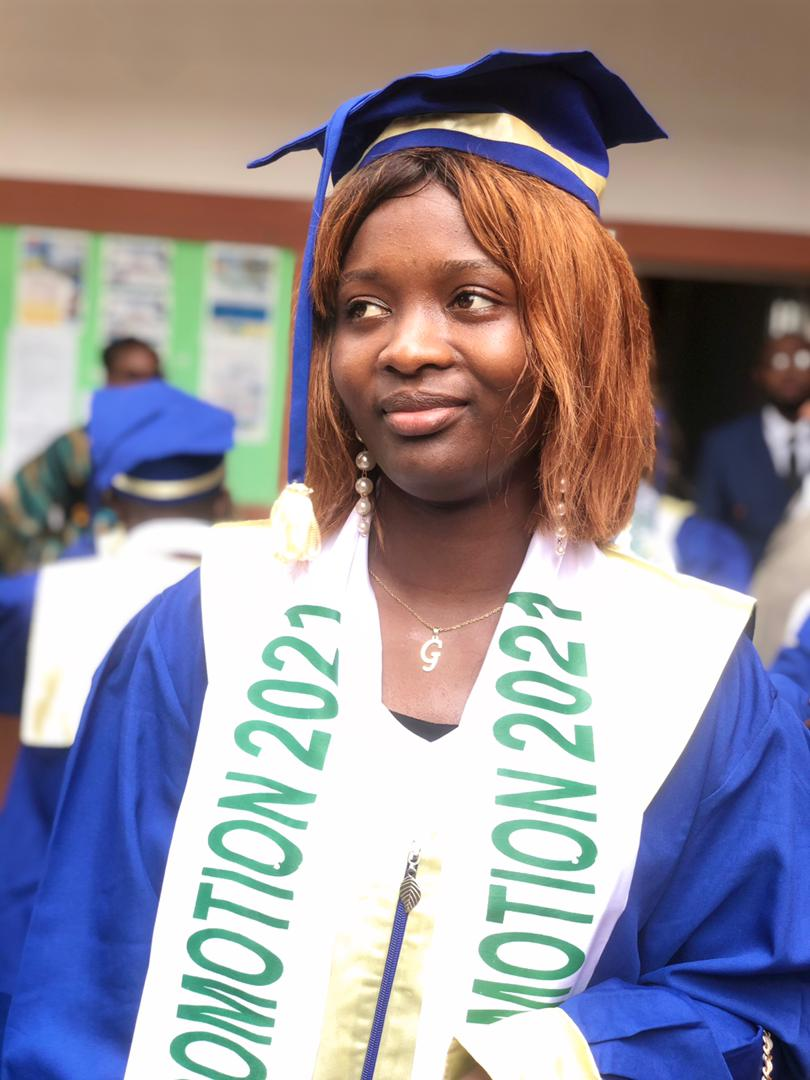
Heureuse étudiante ayant achevé son cycle de licence professionnelle, campus de Douala
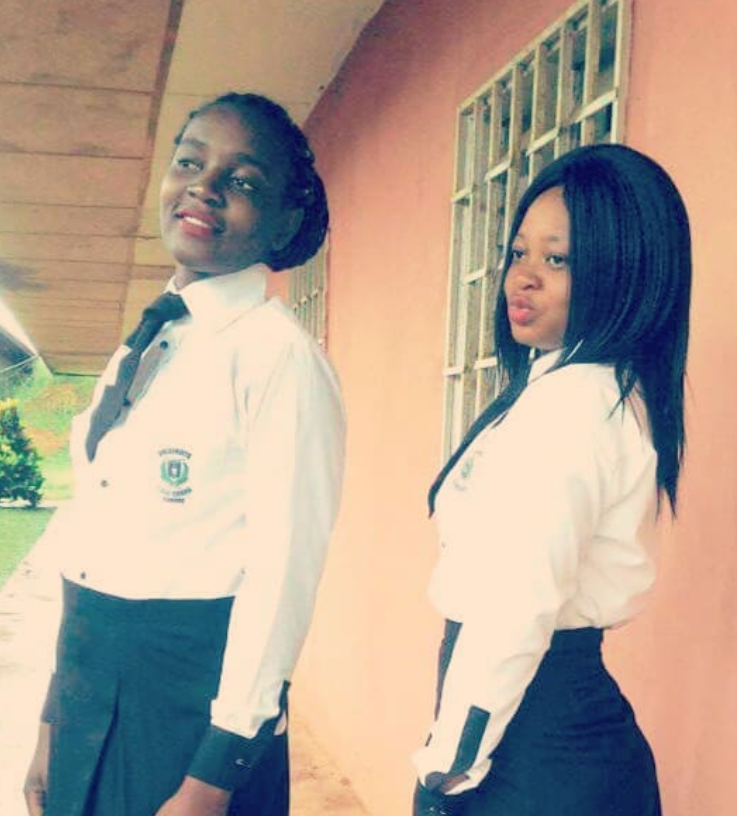
Quelques étudiantes du campus de Yaoundé-Tropicana
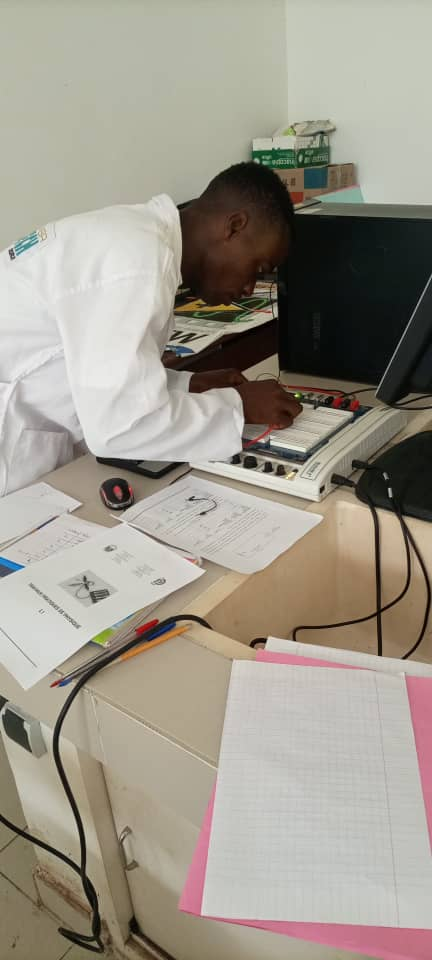
Etudiant en salle de labo, campus de Douala-Beedi